# I Am Not Your Negro

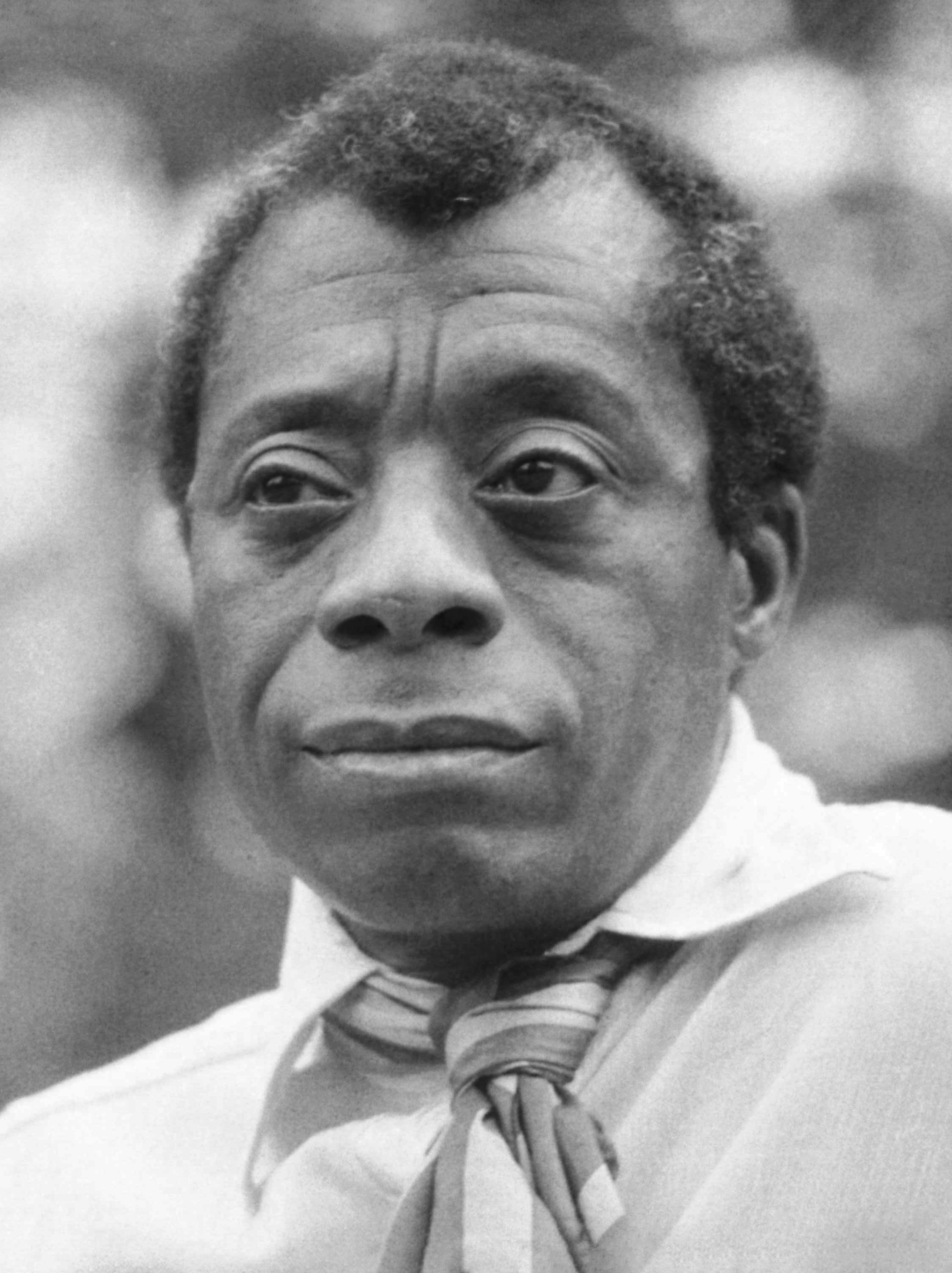
James Baldwin

I Am Not Your Negro (vert. Ik ben je neger niet) is een documentairefilm uit 2016, geregisseerd door Raoul Peck, gebaseerd op het onvoltooide manuscript van de Amerikaanse auteur James Baldwin Remember This House.
Verteld door acteur Samuel L. Jackson verkent de film de geschiedenis van het racisme in de Verenigde Staten aan de hand van Baldwins in de jaren '70 opgetekende herinneringen aan burgerrechten-activisten Medgar Evers, Malcolm X en Martin Luther King Jr. met wie hij bevriend was, evenals zijn persoonlijke observaties van de Amerikaanse geschiedenis.
De film ging in première op het Toronto International Film Festival 2016, waar het de Toronto International Film Festival People's Choice Award voor documentaires won.